# Combats du rassemblement de l'armée des côtes de l'Océan
Les combats du rassemblement de l'Armée des côtes de l'Océan est un ensemble de combats navals qui se déroulent entre septembre 1803 et juillet 1805 et qui voient s'opposer les escadres britanniques chargées de surveiller les côtes françaises de l'Atlantique et de la Manche aux flottilles françaises se rassemblant au camps de Boulogne, en vue de transporter l'Armée des côtes de l'Océan pour envahir le Royaume-Uni.
Parmi les plus connus on trouve, le Combat du cap Gris-Nez (27 septembre 1803), le Combat de Houat (5 mai 1804), le Combat de Heyst (16 mai 1804), le Combat de Bruneval (10 juin 1805), le Combat de Granville (16 juillet 1805), le Combat de Gravelines (17 juillet 1805), le Combat de Boulogne (18 juillet 1805) et le Combat de Fécamp (23 juillet 1805).
Ces combats se déroulent généralement très proches des côtes et ralentissent le rassemblement des flottilles françaises sans jamais pouvoir l'empêcher. Ils sont généralement considérés comme des victoires françaises. Ils conduisent à quelques pertes de navires britanniques.